# Immanuel König
Immanuel König (* 24. Dezember 1590 in Greifswald; † 2. Januar 1645 in Kolberg) war ein lutherischer Theologe und der letzte Generalsuperintendent des Stifts Kolberg-Cammin (Bistum Cammin) in Pommern.

## Leben und Wirken
Immanuel König wurde als Sohn des Greifswalder Bürgers und Amtsschusters Heinrich König und seiner Ehefrau Elisabeth Zülich geboren. Nach dem Besuch der Greifswalder Stadtschule nahm er 1605 das Studium am Pädagogium in Stettin auf, das er in Frankfurt (Oder) und in Wittenberg fortsetzte. In der Lutherstadt erhielt er 1609 die Magisterwürde.
Im Jahre 1613 wurde Immanuel König Adjunkt an der philosophischen Fakultät der Universität Königsberg in Preußen. 1616 kam er zurück nach Greifswald, um dann aber schon wieder 1617 nach Wittenberg zu gehen.
Im Jahre 1619 erhielt er von Fürst Ludwig I. von Anhalt-Köthen einen Ruf als Lehrer für hebräische Sprache an der durch Wolfgang Ratke neu eingerichteten Schule in Köthen, die er jedoch nicht annahm.
Gerade als Immanuel König eine Pfarrstelle an der Marienkirche in Stralsund übernehmen wollte, ereilte ihn 1621 die Berufung auf die Superintendentenstelle im Stift Kolberg-Cammin – in der Nachfolge des verstorbenen Adam Hamel. Doch sandte ihn Herzog Ulrich von Pommern erst noch nach Wittenberg zur Entgegennahme der Doktorwürde, bevor er am 30. April 1622 endlich als Generalsuperintendent in Kolberg vom Greifswalder Superintendent Bartholdus Krakevitz eingeführt wurde. Dieses Amt führte er bis zu seinem Tode aus.
Nach ihm wurde der bischöfliche Hofprediger Andreas Scholasticus (Scholastke) zum Vize-Superintendent ernannt, doch wurde das Stift Kolberg-Cammin mit der hinterpommerschen Regierung in Stettin verbunden, so dass der dortige Generalsuperintendent die Stelle mit in seine Regie nahm.